# 메타세콰이어 (소프트웨어)

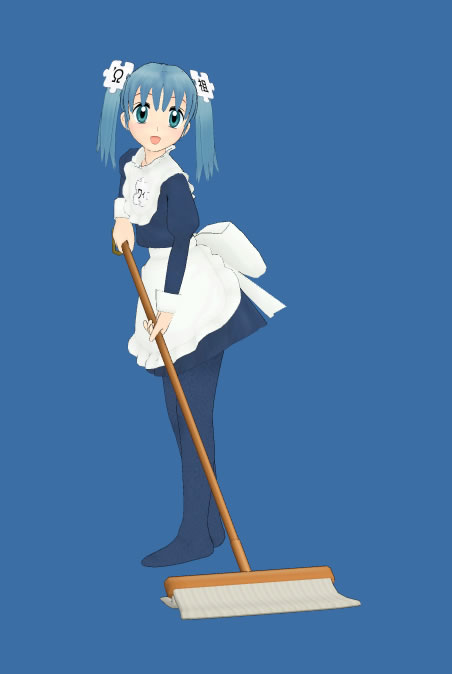
메타세콰이어로 만든 그림.

메타세콰이어(Metasequoia)는 일본 미즈노 랩에서 개발된 3D 그래픽 소프트웨어이다. 마이크로소프트 윈도우 플랫폼에서 작동한다.